# Rivière au Fusil
Pour les articles homonymes, voir Fusil.
La rivière au Fusil est un cours d'eau de l'île d'Anticosti, au Québec (Canada) se jetant dans le golfe du Saint-Laurent. Elle est située dans la municipalité de L'Île-d'Anticosti.

## Toponymie
Le toponyme « rivière au Fusil » est lié à celui du « lac au Fusil » lequel fait partie du même bassin versant.
Cette désignation toponymique paraît en 1924 dans le Bulletin de la Société de Géographie de Québec, dans l'ouvrage « Monographie de l'île d'Anticosti » rédigé par Joseph Schmitt paru en 1904 et en 1955 sur la carte de la compagnie forestière Consolidated Bathurst.
Le toponyme « rivière au Fusil » a été officialisé le 5 décembre 1968.

## Géographie
La rivière au Fusil tire sa source de l'Étang Félice (longueur: 0,5 km; altitude: 127 m) situé au centre-ouest de l'île d'Anticosti. Cette source est située à:
- 56 km à l'est du centre-ville du village de Port-Menier;
- 15,2 km au sud de la rive nord de l'île d'Anticosti;
- 18,8 km au nord-est de la rive sud de l'île d'Anticosti[3].

À partir de l'embouchure de l'étang Félice, la rivière au Fusil coule sur 22,6 km entièrement dans la SÉPAQ Anticosti, avec un dénivelé de 126 m, selon les segments suivants:
- 7,7 km vers le sud, en formant une grande courbe d'un diamètre d'environ 4,4 km orientée vers l'est, en traversant successivement une série de petits lacs dont l'étang Sauvage (altitude: 125 m) et l'étang aux Goélands (altitude: 116 m), en recueillant la décharge (venant de l'ouest) d'un petit lac, jusqu'à un coude de rivière correspondant à un ruisseau (venant du nord);
- 2,0 km vers le sud, jusqu'à la décharge (venant du nord-est) de deux lacs dont le Lac au Fusil;
- 14,9 km vers le sud en formant d'abord une courbe vers l'ouest, jusqu'à son embouchure[3].

La rivière au Fusil se déverse sur la rive sud de l'Île d'Anticosti, du côté Est de la Baie du Fayette-Brown, soit à 6,7 km au sud-est de la l'embouchure de la rivière à la Loutre, à 7,1 km à l'ouest de l'embouchure du ruisseau MacGilvray, à 22,5 km au nord-ouest de la Pointe Sud-Ouest et à 52 km à l'est du centre du village de Port-Menier.

## Activités récréotouristiques
Le ministère du Loisir, de la Chasse et de la Pêche a introduit en 1983 la chasse en camps à la rivière au Fusil. À l'époque, cet ajout augmentait la capacité d'accueil sur l'île d'Anticosti; le reste de l'offre de service pour la chasse et la pêche était administré par des pourvoyeurs.